# Ромеро, Иван
Иван Ромеро де Авила Араке (исп. Iván Romero de Ávila Araque; родился 10 апреля 2001, Ла-Солана, Испания) — испанский футболист, нападающий клуба «Леванте».

## Футбольная карьера
Иван — уроженец города Ла-Солана, входящего в провинцию Сьюдад-Реаль, в составе автономного сообщества Кастилия — Ла-Манча. Начинал заниматься футболом в команде «Альбасете», в 16 лет перешёл в академию «Севильи». Выступал за юношеские команды, с сезона 2019/2020 — игрок второй команды. Дебютировал за «Севилья Атлетико» 14 декабря 2019 года в поединке Сегунды Б против Гранады B. Всего в дебютном сезоне провёл две встречи. С сезона 2020/2021 — игрок основного состава. 21 ноября 2020 забил первые голы в профессиональном футболе, отметившись победным дублем в ворота «Кордовы». Всего в сезоне провёл 23 игры, забил 12 мячей, став лучшим бомбардиром команды. 8 апреля 2021 года он продлил свой контракт с клубом до 2024 года.
Сезон 2021/2022 Иван Ромеро начал с основным составом «Севильи». 15 августа 2021 года он дебютировал в Ла Лиге поединком против «Райо Вальекано», выйдя на замену на 90-й минуте матча вместо Фернандо. 31 августа 2022 года Ромеро был отдан в аренду на сезон в клуб Сегунды «Тенерифе». 24 сентября он забил свой первый профессиональный гол в выездном матче против «Понферрадины» (2:2).
12 августа 2023 года Ромеро подписал трёхлетний контракт с клубом «Леванте», также играющим во втором дивизионе.

## Статистика выступлений
| Выступление      | Выступление      | Выступление      | Лига | Лига | Кубок | Кубок | Междунар. | Междунар. | Итого | Итого |
| Клуб             | Лига             | Сезон            | Игры | Голы | Игры  | Голы  | Игры      | Голы      | Игры  | Голы  |
| ---------------- | ---------------- | ---------------- | ---- | ---- | ----- | ----- | --------- | --------- | ----- | ----- |
| Севилья Атлетико | Сегунда B        | 2019/2020        | 2    | 0    | 0     | 0     | 0         | 0         | 2     | 0     |
| Севилья Атлетико | Сегунда B        | 2020/2021        | 23   | 12   | 0     | 0     | 0         | 0         | 23    | 12    |
| Севилья Атлетико | Итого            | Итого            | 25   | 12   | 0     | 0     | 0         | 0         | 25    | 12    |
| Севилья          | Примера          | 2021/2022        | 5    | 0    | 4     | 0     | 1         | 0         | 10    | 0     |
| Севилья          | Примера          | 2022/2023        | 1    | 0    | 0     | 0     | 0         | 0         | 1     | 0     |
| Севилья          | Итого            | Итого            | 6    | 0    | 4     | 0     | 1         | 0         | 11    | 0     |
| Тенерифе         | Сегунда          | 2022/2023        | 34   | 4    | 1     | 1     | 0         | 0         | 35    | 5     |
| Тенерифе         | Итого            | Итого            | 34   | 4    | 1     | 1     | 0         | 0         | 35    | 5     |
| Леванте          | Сегунда          | 2023/2024        | 20   | 1    | 1     | 0     | 0         | 0         | 21    | 1     |
| Леванте          | Сегунда          | 2024/2025        | 12   | 3    | 0     | 0     | 0         | 0         | 12    | 3     |
| Леванте          | Итого            | Итого            | 32   | 4    | 1     | 0     | 0         | 0         | 33    | 4     |
| Всего за карьеру | Всего за карьеру | Всего за карьеру | 97   | 16   | 6     | 1     | 1         | 0         | 104   | 17    |